# Ярослав Василькович
Ярослав Василькович (умер в 1320) — гипотетический удельный князь витебский, последний в своем роду правитель Витебского княжества. 
У него не было наследников мужского пола, из-за чего Витебское княжество постепенно потеряло независимость и к 1393 году окончательно вошло в состав Великого княжества Литовского в виде Витебского воеводства.
Князь известен по "Родословию Витебских князей". "Родословие" написано не ранее XVI, а, возможно, и в XVII веке, не исключается так же версия фальсификации документа его первым публикатором Теодором Нарбутом. "Родословие" содержит очевидные ошибки в именах и пропуски в перечне князей, известных по другим источникам. Существование витебского князя Ярослава и его дочери оказывается связано с историей вокняжения в Витебске Ольгерда, которое, согласно "Родословию", было организовано Ярославом через династический брак его дочери. Василий Воронин указывает, что эта версия событий не может быть полной, поскольку литовцы в данный период оказывали на Витебское княжество сильнейшее военное давление, но и не должна быть полностью отброшена, поскольку брак с местной княжной очевидно легитимизировал власть Ольгерда над Витебском.

## Семья
Дочь - Мария Ярославна, родилась не позднее 1305 года, а в 1318 году вышла замуж за будущего великого князя Литовского Ольгерда.